# Phyllodactylus leoni
Espèce
Phyllodactylus leoni est une espèce de geckos de la famille des Phyllodactylidae.

## Répartition
Cette espèce est endémique de la province d'Azuay en Équateur.

## Étymologie
Son nom d'espèce lui a été donné en référence au lieu de sa découverte, le río León.

## Publication originale
- Torres-Carvajal, Carvajal-Campos, Barnes, Nicholls & Pozo-Andrade, 2013 : A New Andean Species of Leaf-toed Gecko (Phyllodactylidae: Phyllodactylus) from Ecuador. Journal of Herpetology, vol. 47, no 2, p. 384-390 (texte intégral).